# Centrodora crocata
Centrodora crocata är en stekelart som beskrevs av Annecke och Insley 1972. Centrodora crocata ingår i släktet Centrodora och familjen växtlussteklar. Inga underarter finns listade.